# Brachynotocoris
Brachynotocoris is een geslacht van wantsen uit de familie blindwantsen. Het geslacht werd voor het eerst wetenschappelijk beschreven door Odo Reuter in 1880 .

## Soorten
Het genus bevat de volgende soorten:

- Brachynotocoris cyprius Wagner, 1961
- Brachynotocoris puncticornis Reuter, 1880
- Brachynotocoris viticinus Seidenstucker, 1954